# Jannah Sonnenschein
Jannah Sonnenschein (* 24. April 1996 in Kerkrade, Niederlande) ist eine  niederländisch-mosambikanische Schwimmerin. Sonnenschein vertrat Mosambik bei den Olympischen Spielen 2016 in der Disziplin 100 m Schmetterling.

## Leben
Sonnenschein wurde im niederländischen Kerkrade geboren und zog bereits kurz nach ihrer Geburt mit ihrer Familie nach Mosambik. Dort verbrachte sie den Großteil ihres Lebens. Ihre schulische Laufbahn schloss sie an der New Mexico State University ab. Bereits in jungen Jahren begann Sonnenschein beim Schwimmverein Golfinhos de Maputo zu trainieren und errang früh gute Ergebnisse.
Seit 2012 lebt Sonnenschein in Eindhoven, um dort beim Verein Eiffel Swimmers PSV für ihre Schwimmkarriere zu trainieren. 2014 war Sonnenschein Teilnehmerin an den Commonwealth Games in Schottland. 2014 nahm Sonnenschein ebenfalls erstmals an den Olympischen Jugend-Sommerspielen 2014 in Nanjing teil, dort war sie auch Flaggenträgerin der mosambikanischen Delegation. Sie erreichte im 100 m Schmetterling eine Zeit von 1:03:50 min und erreichte somit einen neuen mosambikanischen Landesrekord. Sie war zudem die erste mosambikanische Schwimmerin überhaupt, die sich für die Olympischen Jugend-Sommerspiele qualifizierte.
Sonnenschein qualifizierte sich ebenso für die Olympischen Sommerspiele 2016 in Rio de Janeiro und war Teil der sechsköpfigen Sportlerdelegation Mosambiks. In ihrer Disziplin 100 m Schmetterling schied Sonnenschein bereits in der Vorrunde mit einer Zeit 1:04,21 min aus errang damit den 38. (von 45) Plätzen.